# Mostra de Venise 2002
La Mostra de Venise 2002 — ou la 59e édition de la Mostra de Venise ou encore la 59e édition du Festival international du film de Venise (en italien : 59ª edizione della Mostra internazionale d'arte cinematografica) — est un festival de cinéma international qui s'est tenu à Venise en Italie du 28 août au 7 septembre 2002.
C'est le film Frida de Julie Taymor qui fait l'ouverture.

## Jury
- Gong Li (présidente, Chine), Jacques Audiard (France), Evgenij Evtusenko (Russie), Ulrich Felsberg (Allemagne), László Kovács (Hongrie), Francesca Neri (Italie), Yeşim Ustaoğlu (Turquie).
- Jury international Controcorrente - Prix S. Marco : Ghassan Abdul Khalek (président, Liban), Catherine Breillat (France), Peggy Chiao (Taiwan), Klaus Eder (Allemagne), Enrico Ghezzi (Italie).
- Jury Œuvre Première Luigi de Laurentiis - Lion du futur :  Paolo Virzì (président, Italie), Katinka Faragó (Suède), Reinhard Hauff (Allemagne), Derek Malcolm (Grande-Bretagne), Eva Zaoralova (Tchécoslovaquie).

## Compétition
| Titre                                            | Réalisation          | Pays         | Distribution                                                                 |
| ------------------------------------------------ | -------------------- | ------------ | ---------------------------------------------------------------------------- |
| Un monde presque paisible                        | Michel Deville       | France       | Simon Abkarian, Zabou Breitman, Vincent Elbaz, Lubna Azabal                  |
| Le Baiser de l'ours (Bear's Kiss)                | Sergueï Bodrov       | Allemagne    | Rebecca Liljeberg, Joachim Król, Sergueï Bodrov                              |
| The Best of Times (Měilì Shíguāng)               | Chang Tso-chi        | Taïwan       | Fan Wing, Kao Meng-Chieh, Yu Wan-mei                                         |
| Dirty Pretty Things                              | Stephen Frears       | Royaume-Uni  | Chiwetel Ejiofor, Audrey Tautou, Sophie Okonedo, Sergi López                 |
| Dolls (Dōruzu)                                   | Takeshi Kitano       | Japon        | Miho Kanno, Hidetoshi Nishijima, Tatsuya Mihashi                             |
| Loin du paradis (Far from Heaven)                | Todd Haynes          | États-Unis   | Julianne Moore, Dennis Haysbert, Dennis Quaid, Patricia Clarkson             |
| Frida (film d'ouverture)                         | Julie Taymor         | États-Unis   | Salma Hayek, Alfred Molina, Geoffrey Rush, Valeria Golino                    |
| Les Enfants de la colère (Führer Ex)             | Winfried Bonengel    | Allemagne    | Aaron Hildebrand, Christian Blümel, Jule Flierl                              |
| La Maison de fous (Dom durakov)                  | Andreï Kontchalovski | Russie       | Ioulia Vyssotskaïa, Ievgueni Mironov, Soultan Islamov                        |
| Un viaggio chiamato amore                        | Michele Placido      | Italie       | Laura Morante, Stefano Accorsi, Alessandro Haber, Galatea Ranzi              |
| Julie Walking Home                               | Agnieszka Holland    | Allemagne    | Miranda Otto, William Fichtner, Lothaire Bluteau                             |
| The Magdalene Sisters                            | Peter Mullan         | Royaume-Uni  | Geraldine McEwan, Anne-Marie Duff, Nora-Jane Noone                           |
| L'Homme du train                                 | Patrice Leconte      | France       | Jean Rochefort, Johnny Hallyday, Jean-François Stévenin                      |
| Maximum Velocity (V-Max) (Velocità massima)      | Daniele Vicari       | Italie       | Valerio Mastandrea, Cristiano Morroni, Alessia Barela                        |
| Nha Fala                                         | Flora Gomes          | Portugal     | Fatou N'Diaye, Jean-Christophe Dollé, Ângelo Torres                          |
| Le Défi (Nackt)                                  | Doris Dörrie         | Allemagne    | Heike Makatsch, Benno Fürmann, Alexandra Maria Lara, Jürgen Vogel, Nina Hoss |
| Au plus près du paradis                          | Tonie Marshall       | France       | Catherine Deneuve, William Hurt, Bernard Le Coq, Hélène Fillières            |
| Oasis (Oasiseu)                                  | Lee Chang-dong       | Corée du Sud | Seol Kyeong-gu, Moon So-ri, Ahn Nae-sang, Ryoo Seung-wan                     |
| La forza del passato                             | Piergiorgio Gay      | Italie       | Sergio Rubini, Bruno Ganz, Valeria Moriconi                                  |
| Les Sentiers de la perdition (Road to Perdition) | Sam Mendes           | États-Unis   | Tom Hanks, Paul Newman, Jude Law, Daniel Craig                               |
| The Tracker                                      | Rolf de Heer         | Australie    | David Gulpilil, Gary Sweet, Damon Gameau                                     |

## Palmarès

### Palmarès officiel
- Lion d'or (du meilleur film) : The Magdalene Sisters de Peter Mullan
- Grand prix spécial du jury : La Maison de fous (Dom durakov) d'Andreï Kontchalovski
- Lion d'argent (du meilleur réalisateur) : Lee Chang-dong pour Oasis
- Coupe Volpi de la meilleure interprétation masculine : Stefano Accorsi pour Un viaggio chiamato amore de Michele Placido
- Coupe Volpi de la meilleure interprétation féminine : Julianne Moore pour Loin du paradis (Far from Heaven) de Todd Haynes
- Prix Marcello-Mastroianni (jeune acteur ou actrice) : Moon So-ri pour Oasis de Lee Chang-dong
- Prix San Marco : Printemps dans une petite ville (Xiao cheng zhi chun) de Tian Zhuangzhuang
- Prix Luigi-De-Laurentis pour la meilleure première œuvre : ex æquo Due Amici de Spiro Scimone et Francesco Sframeli ; et Oncle Roger (Roger Dodger) de Dylan Kidd
- Lion d'or d'honneur : Dino Risi

### Autres prix
- Prix Robert-Bresson (décerné par l'Église catholique) : Wim Wenders